# Thomas Chalmers
Thomas Chalmers (17 marzo 1780 – 31 maggio 1847) è stato un economista e religioso scozzese.

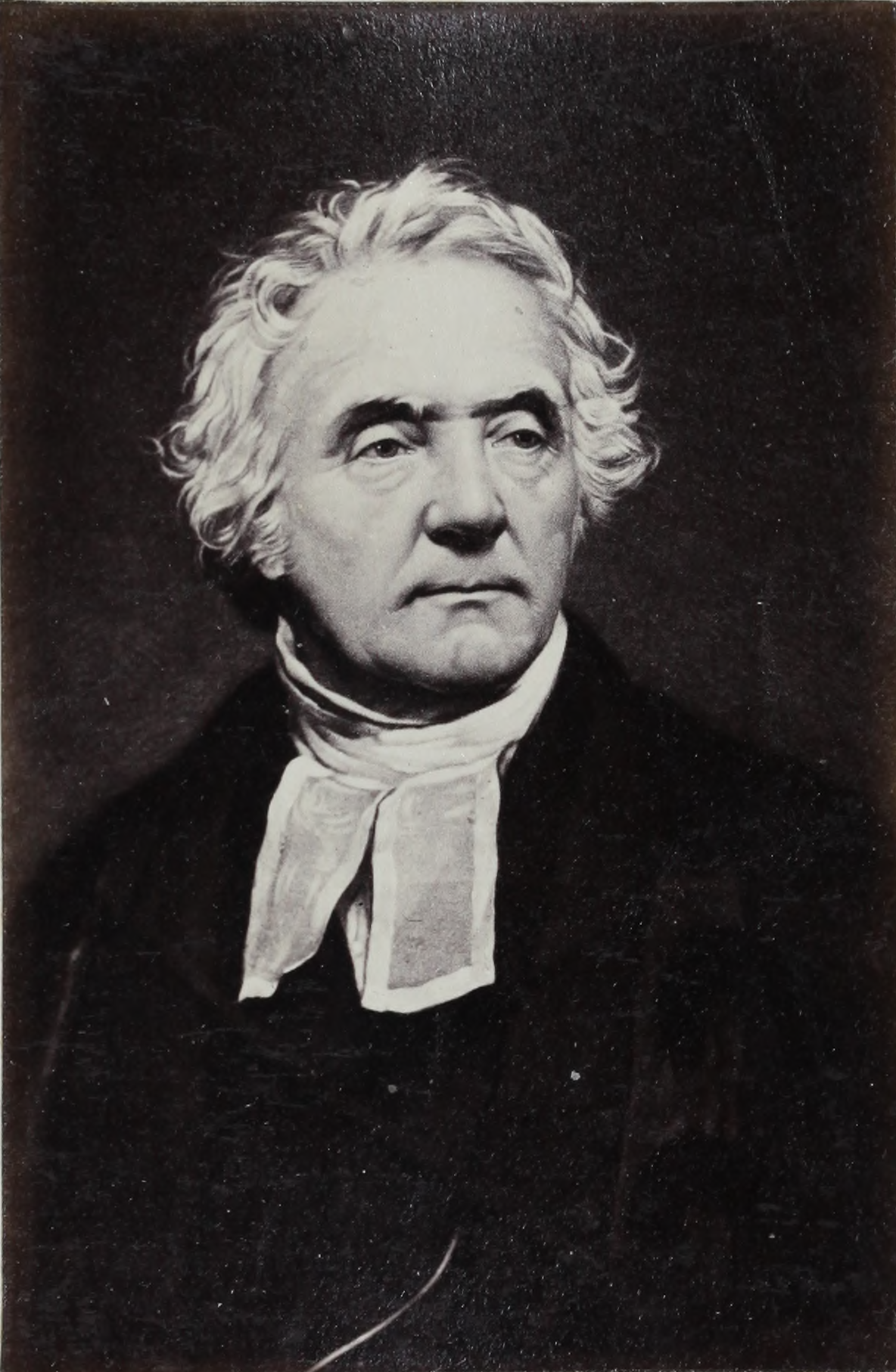
Thomas Chalmers nel 1847

Fu vicepresidente della Royal Society of Edinburgh dal 1835 al 1842.

## Opere
- (EN) On political economy, Glasgow, William Collins, 1832.